# Pabrik Gula Banjaratma

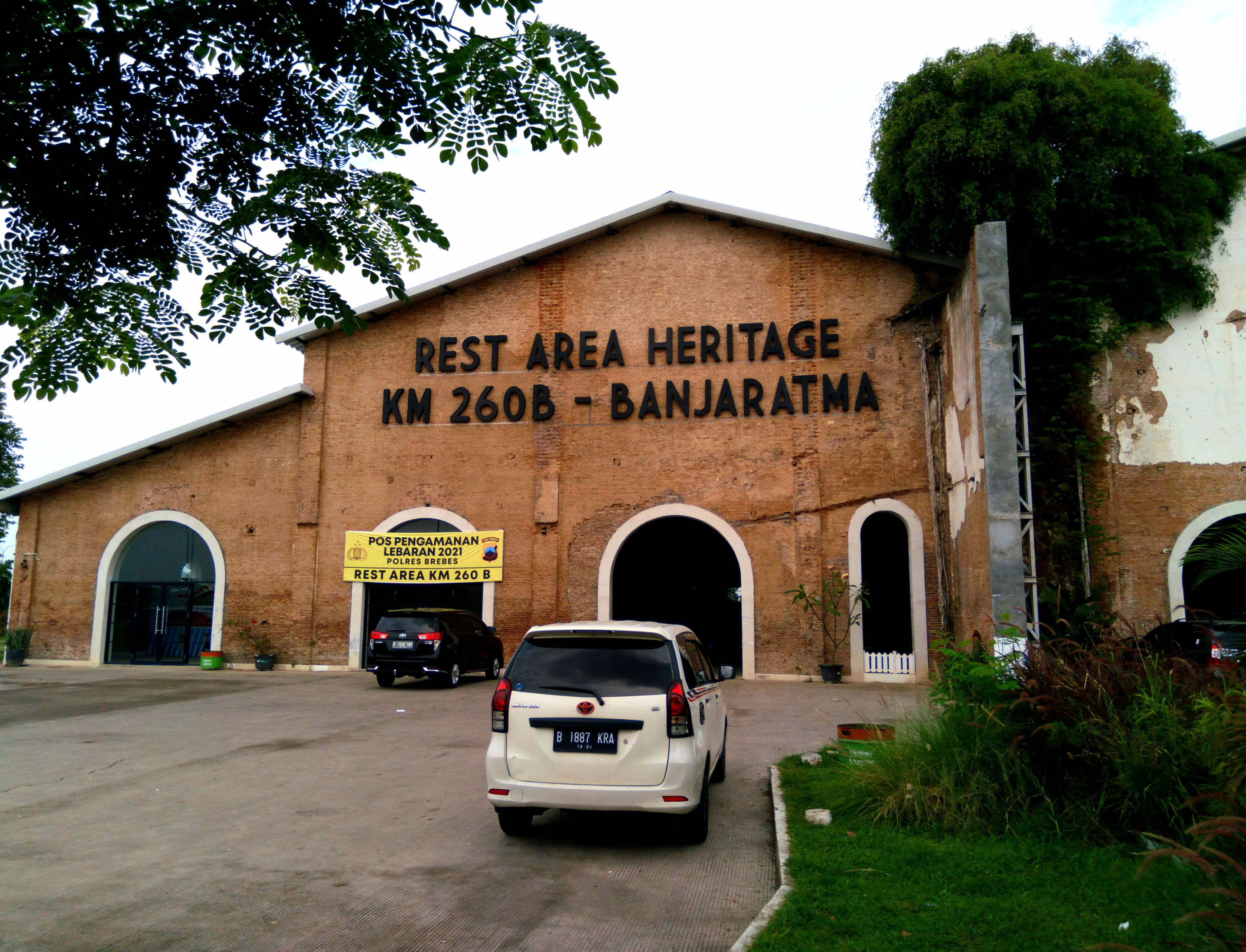
Rastplatz KM 260 B PG Banjaratma

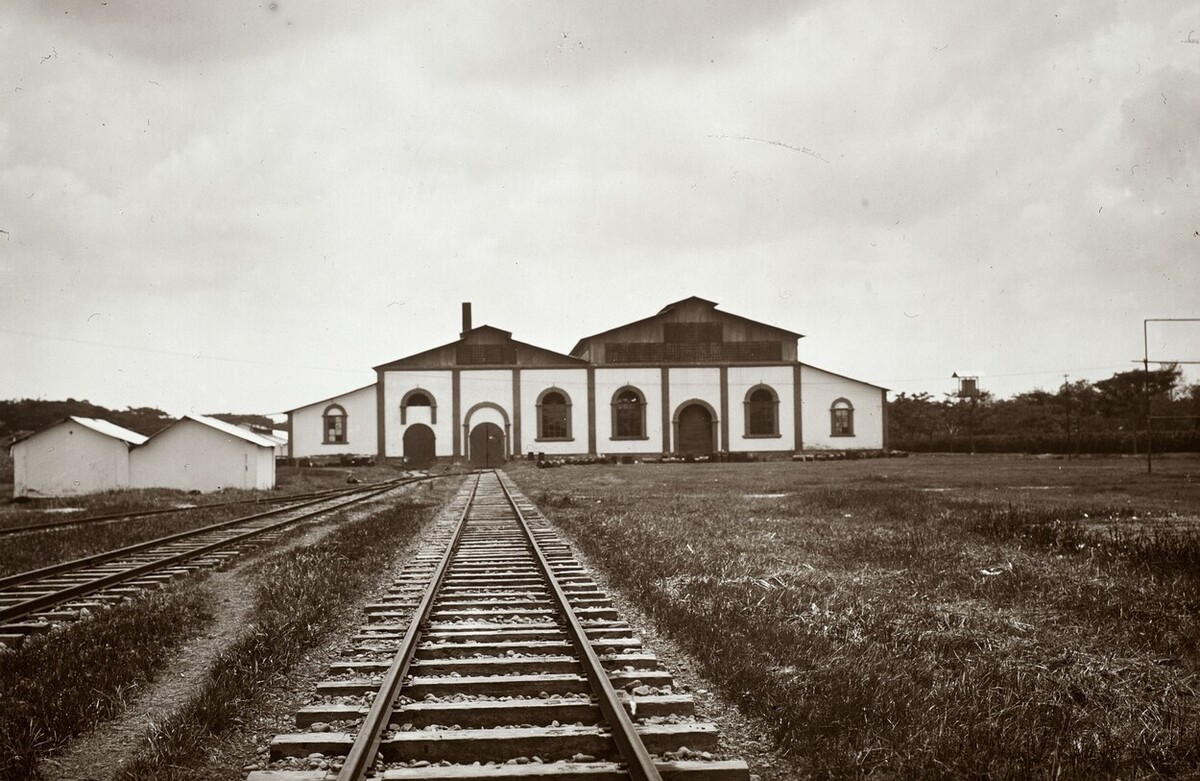
Zuckerfabrik Banjaratma im Jahre 1926

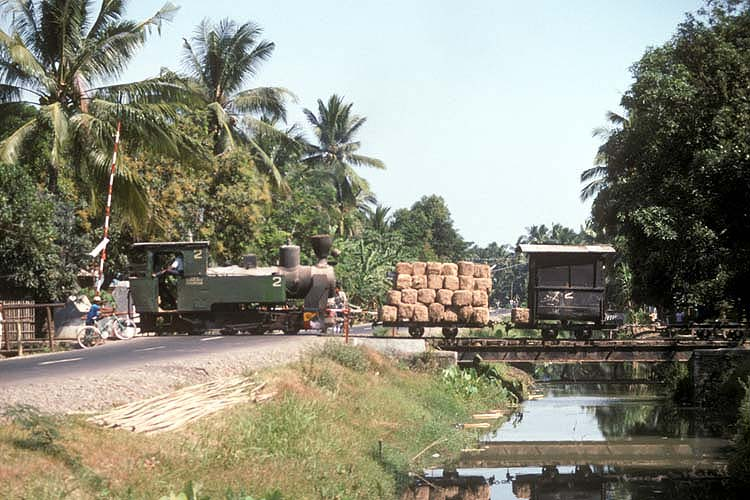
Feldbahn der Zuckerfabrik Banjaratma

Die Zuckerfabrik PG Banjaratma (früher SF Bandjaratma) war eine Zuckermühle, gelegen fünf Kilometer südlich der Stadt Brebes
im gleichnamigen Regierungsbezirk im Kecamatan (Distrikt) Bulakamba in Zentraljava in Indonesien. Heute befindet
sich auf dem Areal der Banjaratma Heritage Rastplatz, oder Rastplatz KM 260 B PG Banjaratma, an der Trans-Java-Mautstraße im Norden Javas von
Surabaya nach Jakarta im Abschnitt Pejagan-Pemalang beim Kilometer 260 – von Jakarta aus betrachtet.

## Geschichte
Die Banjaratma Zuckerfabrik, ursprünglich im Besitz des in Amsterdam ansässigen Zuckerplantagenbetrieb NV Cultuurmaatschappij, wurde seit dem Jahre 1908 konstruiert und gebaut
und nahm ihren Betrieb im Jahre 1913 auf. Die Fabrik diente auch als Forschungsstation für Zuckerrohranbau und -verarbeitung.
Während die meisten Zuckermühlen in Java während der japanischen Besetzung geschlossen waren, blieb Banjaratma weiterhin in Betrieb. Noch vor dem Indonesischen Unabhängigkeitskrieg  zwischen den Niederlanden und der indonesischen Republik wurde die Fabrik von lokalen Unabhängigkeitsmilizen von den japanischen Besatzern in Besitz genommen. In den Folgejahren wurden in der Fabrik auch Arbeiter zusammengetrieben und ermordet. Mit der Unabhängigkeit Indonesiens im Jahre 1949 wurden die ehemals niederländischen Agrarbetriebe verstaatlicht.
Die Fabrik gehörte zunächst zur PTP XV (Perseroan Terbatas Perkebunan) und nach einer Reorganisation zur PT Perkebunan Nusantara IX mit Sitz in Semarang.
Mangel an Zuckerrohr beziehungsweise dessen Anbauflächen auf der dicht besiedelten Insel, zu hohe Betriebskosten und ein überalterter Maschinenpark führten zur Schließung im Jahre 1998, letzter Produktionszyklus war im Sommer 1997. Für den Betrieb der Feldbahn der Fabrik in der Spurweite 750 mm zum Transport des Zuckerrohr von den Feldern zur Mühle standen mehr als ein Dutzend Dampflokomotiven, überwiegend aus deutscher Produktion (Orenstein & Koppel) zur Verfügung. Das Streckennetz hatte einst eine Ausdehnung von fast 100 km. Nach der Schließung stand die Fabrik fast zwanzig Jahre lang leer. Sämtliche Lokomotiven wurden verschrottet.

## Nachnutzung
Nachdem die Schnellstraße im Jahre 2016 die Gegend erreichte und unmittelbar an dem  Gelände der Zuckerfabrik vorbeiführte, errichtete ein Zusammenschluss staatseigener Betriebe gegen einen anfänglichen
lokalen Widerstand einen großen Rastplatz an der Mautstraße, auch um das Kulturdenkmal zu erhalten und einer Nutzung zu zuführen. Die neue Anlage wurde am 17. März 2019 eröffnet. Als einer der größten Rastplätze in Indonesien misst der Komplex 10,4 Hektar, wobei das Hauptgebäude selbst 1,6 Hektar umfasst, und enthält mehrere Touristenattraktionen wie eine Dampflokomotive aus der Kolonialzeit, die Zuckerrohr transportierte und von der Zuckerfabrik Jatibarang hierhin verbracht wurde, einen Mini-Zoo, eine Moschee, eine Pertamina-Tankstelle und zahlreiche Geschäfte, Restaurants und Marktstände.